# Kyros B (Inschrift)

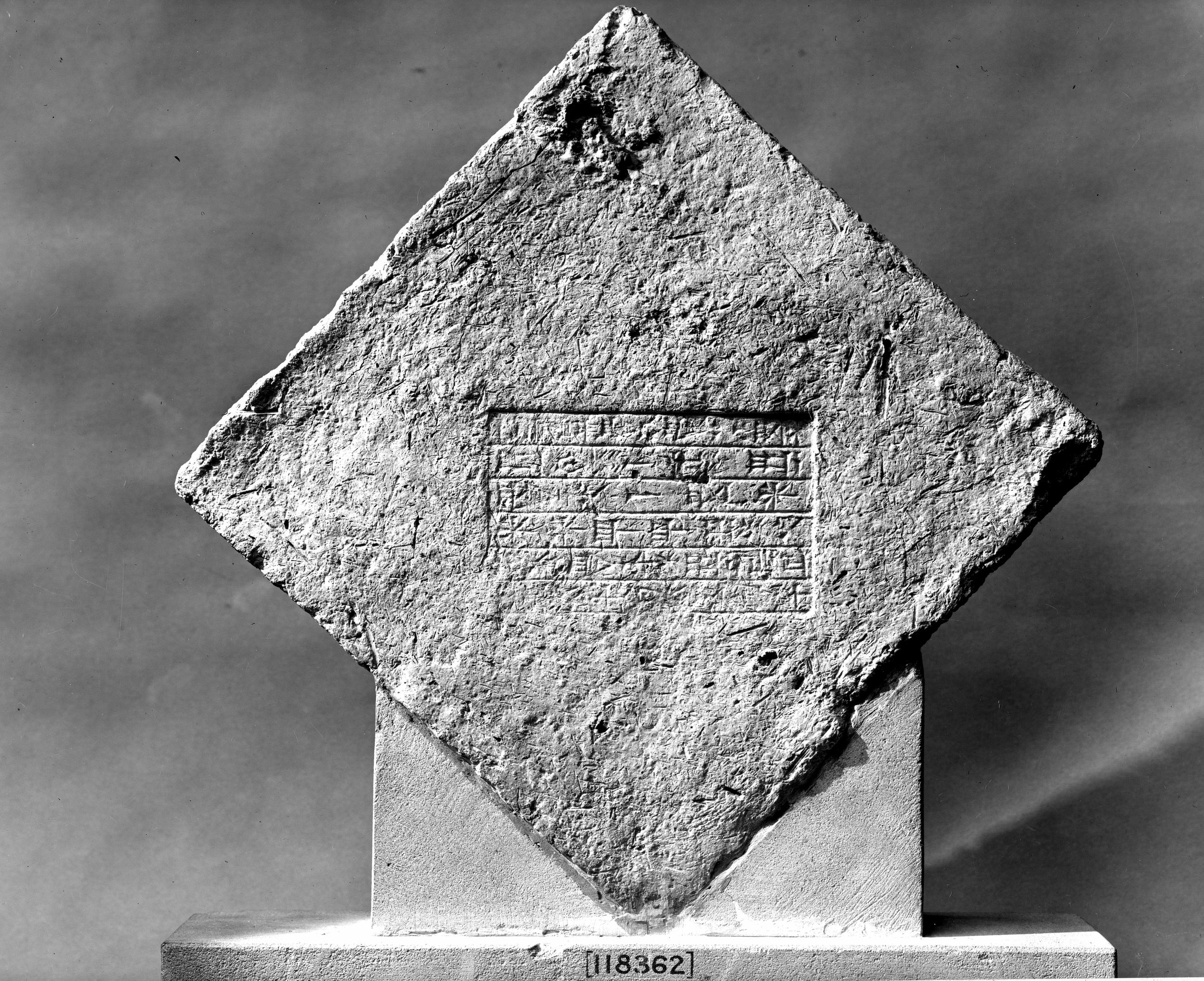
Kyros B Inschrift im British Museum, Inventarnummer BM 118362

Kyros B ist die inoffizielle Bezeichnung für eine Inschrift des persischen Königs Kyros II. aus Ur. Die auf einen Backstein gestempelte Inschrift liegt in babylonischer Sprache vor. Es existieren zwei Exemplare.

## Andere Bezeichnungen
Die Inschrift wird oft auch unter den Objektnummern der Museen geführt. Die Bezeichnung für das Exemplar, das sich im Besitz des University of Pennsylvania Museum of Archaeology and Anthropology befindet, wird als CBS 15348 geführt, dasjenige des British Museums trägt die Inventarnummer BM 118362. Die Bezeichnung Walker Brick Inscriptions Nr. 166 bezieht sich auf den Index im Katalog von Christopher B. F. Walker aus dem Jahr 1981.

## Inhalt
„Kyros, König der Welt, König von Anschan, 2der Sohn von Kambyses, 3König von Anschan. 4–5Die großen Götter haben mir alle Länder ausgehändigt und 6ich brachte das Land dazu, in Frieden zu leben.“

„Eigene Übersetzung aus dem Englischen.“

## Beschreibung
Die Backsteine mit der Inschrift wurden im Temenos des Tempels für Nanna (Nanna-Suen) in Ur gefunden. Es existieren zwei Backsteine mit identischen Stempeln. Der Backstein hat eine Höhe von 32,5 cm und eine Länge von 32 cm. Er ist 5,6 cm dick.

## Forschungsgeschichte
Die Backsteine wurden auf der gemeinsamen Expedition des British Museums und des University Museums 1923 von Leonard Woolley in Ur gefunden. 1928 wurde die Inschrift vom britischen Assyrologen Cyril John Gadd publiziert.

## Rezeption
Die Inschrift von Ur weist zwei Besonderheiten auf. Im Gegensatz zum Kyros-Zylinder, auf dem Anschan eine „Stadt“ ist, ist der Ort mit dem Determinativ „Land“ bezeichnet. Zum Zweiten wird darauf hingewiesen, dass Kyros II. als Eroberer einer alten Zivilisation, wie sie Babylonien darstellte, ein echtes Interesse hatte, sich als König in der assyrischen und babylonischen Tradition darzustellen. Die Achtung vor traditionellen Formen und Ritualen war ein entscheidendes Mittel, um die Gemüter zu beruhigen und ihn als fremden König zu akzeptieren. Die Inschrift von Ur wie auch andere Überlieferungen stellen Kyros II. in eine lange Reihe von Herrschern, die Tempel bauen oder restaurieren und Frieden bringen.  Dieses Mittel zum Zweck kann bis zu Naram-Sin zurückverfolgt werden. Mit Ausnahme der ersten Zeile, in der Kyros II. als „König von Anschan“ bezeichnet wird, unterscheidet sich die Inschrift in der Verwendung von Königstiteln und Beinamen kaum von seinen mesopotamischen Vorgängern. Den Titel „König der Welt“ hat vor ihm Asarhaddon und Assurbanipal verwendet, um nur zwei Beispiele aus der langen babylonischen und vor allem assyrischen Tradition aufzuführen.